# Скарлетт (співачка)
Scarlett la Queen (укр. Скарлетт ля Квін) — американська трансгендерна співачка і актриса, яка до 2020 року виступала під псевдонімами Оскар і Шаміль.

## Біографія

### Ранні роки
Ім'я при народженні Шаміль Володимирович Малкандуєв. Народився в родині військового в місті Нальчик (республіка Кабардино-Балкарія). За національністю балкарець. З 7 до 12 років разом з сім'єю проживав в Якутії, потім повернувся в Нальчик, де після школи закінчив юридичний факультет Кабардино-Балкарського державного університету імені Бербекова. Наприкінці 1990-х переїхав до Москви, щоб займатися музикою. Спочатку він жив у орендованій московській квартирі. На фестивалі в Нальчику познайомився із засновником гурту «Мертві дельфіни» Артуром Ацаламовим, який згодом написав для нього кілька пісень, у тому числі хіти «Біг по вістря ножа», «Паноптикум» та «Маж вазеліном».

### Співпраця з Сергієм Ізотовим
У Москві Оскар виступав у клубах. В одному з них познайомився із продюсером Сергієм Ізотовим, у співпраці з яким розпочав свою кар'єру співака. Пік популярності припав на 2000—2003 роки. Продюсер створив легенду для Оскара, за якою він нібито потрапив під завал у горах, провів кілька років у комі і потім заспівав.
2001 року нагороджений премією «Золотий грамофон» за пісню «Між мною та тобою», проте не виступив на церемонії через заборону свого продюсера.
2003 року посварився з продюсером і втратив права на сценічний псевдонім Оскар та виконання деяких своїх пісень. За деякими даними, причиною тому стала пісня «Не треба», в якій Оскар виступав проти Другої чеченської війни у Чечні. На пісню було знято кліп, що складається з відеозаписів військової хроніки часів Чеченської війни та Теракту на «Норд-Ості», який транслювався короткий час на телеканалі «MTV Росія».

### В США
Пізніше деякий час виступав під своїм справжнім ім'ям у Росії, потім у 2003 році переїхав до Нью-Йорка, де навчався у кіношколі, організував музичний проєкт The Oskar & Psycholovers, зняв кліп на пісню Lucky Number, який транслювався на музичних каналах США. В Америці випустив англомовний альбом Fantasies of a Rockstar і з'явився у кількох популярних телешоу (America's Got Talent, Fearless Music). Повернувся до Росії наприкінці 2008 року.

### Повернення до Росії
На щорічній премії Night Life Awards у 2010 році Шаміль представив російськомовний сингл «Гагарін», створений спільно з Андрієм Івановим (учасником музичного проєкту Triplex).
У 2013 році в Москві Шаміля було побито і пограбовано. Це сталося вранці 11 червня. Він розпочав день із пробіжки по Катерининському парку. О 11.50 спустився до підземного переходу. І тут на нього напали двоє. За словами співака, один із незнайомців з такою силою вдарив його кулаком в обличчя, що він упав і знепритомнів (у Шаміля діагностували перелом щелепи). А коли прийшов до тями, то зрозумів, що зникли телефон та iPad. Досить швидко співробітники ОМВС у Міщанському районі затримали двох нападників — 21- та 22-річного уродженців Киргизстану. Молоді люди приїхали до столиці на заробітки за півтора місяця до того, що сталося.

### Трансгендерний перехід
У січні 2020 року здійснив камінг-аут як трансгендерна жінка. Нове ім'я — Скарлетт.
Скарлетт живе і працює в США над новим альбомом, випускає пісні, кліпи, бере участь у телевізійних програмах, виступає з концертами та шоу-програмами.

## Особисте життя
У програмі «Нехай говорять» (ефір від 4 липня 2013 року) повідомив, що сповідує іслам та періодично читає Коран.
2003 року в інтерв'ю для «Аргументи та факти» назвав себе бісексуальною людиною.
У 2020 році заявила про здійснення гендерного переходу, і тепер виступає як Scarlett la Queen.

## Дискографія

#### Оскар:
- 2000 — «Біг по вістря ножа» (NOX Music)
- 2001 — «Оскар II» (CD Land)
- 2001 — «Останній альбом» (CD Land)

#### Шаміль:
- 2005 — «Оскар убитий — Шаміль затриманий (Аналізуй це!)»

#### The Oskar & Psycholovers:
- 2005 — «Make love to America (Talking To God)»
- 2009 — «Fantasies of a Rockstar»

#### Scarlett la Queen:
2020 — «Полюби»

## Кліпи
- 1999 — Паноптикум на YouTube
- 1999 — Маж вазеліном на YouTube
- 1999 — Біг по вістря ножа на YouTube
- 2000 —  Між мною і тобою на YouTube
- 2002 — Не треба (Джихад) на YouTube
- 2003 — Я хочу бути на YouTube
- 2007 — Lucky Number на YouTube
- 2011 — Про тебе на YouTube
- 2012 — Будь собою завжди на YouTube
- 2015 — No No No Yes Yes Yes на YouTube
- 2016 — Нескінченність на YouTube